# .africa
.africa는 아프리카 연합이 사용하고 있는 도메인이다. 아프리카 영어 철자를 따서 africa라고 이름지었다. 이집트, 리비아, 알제리, 모로코, 모리타니 등 아프리카 대부분의 나라에서 각국의 도메인과 함께 사용되고 있다.